# Hudson-völgy
A Hudson-völgy (vagy Hudson-folyóvölgy) a Hudson folyó völgyéből és az azt körülvevő közösségekből áll New York államban, az Egyesült Államokban. Albany főváros és Troy városától húzódik Yonkersig, Westchester megyéig, New York keleti oldalán. A vidékek hasonlósága miatt, a folyót gyakran nevezik Amerika Rajnájának.

## Régiók

Felső-Hudson (sárga), Közép-Hudson (zöld) és Alsó-Hudson (kék)

A Hudson-völgy három régióra bontható le: Felső-, Közép-, és Alsó-Hudson. Az alábbi listán az egyes régiókban szereplő megyék olvashatók.
| Alsó-Hudson - Putnam - Rockland - Westchester Közép-Hudson - Dutchess - Orange - Ulster | Felső-Hudson - Albany - Columbia - Greene - Rensselaer |

## Külső hivatkozás
- A szurdok egy látképe a Park honlapjáról